# محمدجان شکوری بخارایی
محمدجان شکوری بخارایی (به تاجیکی: Муҳаммадҷон Шукуров, Муҳаммадҷон Шакурии Бухороӣ) ‏  (زادهٔ ۷ آبان ۱۳۰۵ (یا بهمن ۱۳۰۳) در بخارا – درگذشتهٔ ۲۶ شهریور ۱۳۹۱ در دوشنبه) یا محمد شریفاویچ شکوراف  از ادیبان و نویسندگان تاجیک بود که در خاندانی شاعر و ادیب به دنیا آمد. محمد جان شکوری از اعضای فرهنگستان علوم تاجیکستان و فرهنگستان زبان و ادب فارسی بود.

## زندگی
زیاده از ۷۰ سال از عمر او در دوشنبه گذشت. او می‌گوید: «در دوشنبه به ما اندک خط فارسی یاد دادند لیکن کتابهای دستنویس کهنه و چاپی سنگی پیش از انقلاب سال ۱۹۱۷ و ۱۹۲۰ را تیز نمی‌توانستیم پیدا کنیم چون‌که چنین کتابها کتابی دینی به شمار می‌آمدند و آنها را نیز مصادره و نابود می‌کردند. در کتابخانهٔ دوشنبه کتاب روسی بسیار بود، ولی ازبس‌که هنوز چندان روسی نمی‌دانستم، بسیار می‌خواندم و کم می‌فهمیدم. خلاصه که کتاب‌خوانی کم بود.»

## آثار و عقاید
محمد جان شکوری بخارایی آثار بسیاری دربارهٔ زبان فارسی (تاجیکی) و فرهنگ و تمدن فرارود (ماوراءالنهر) دارد.
او دربارهٔ تغییر خط در تاجیکستان گفته‌بود: «یک مقصد تغییر خط که با یک فرمان عملی شد، همین بود که این خلق‌ها از گذشتهٔ خود جدا شوند. یک نیست‌انگاری تاریخی و فرهنگی به وجود آمد. به گذشته، گذشتهٔ لعنتی می‌گفتند. تاریخ بشریت [در این دیدگاه] از دورهٔ سوسیالیسم شروع می‌شد. این‌طور عقیده پیدا شده‌بود که چیزی که تا این وقت بود تاریخ نیست.»

همچنین دربارهٔ سلطهٔ زبان روسی بر تاجیکستان گفته‌بود:
«تا سال استقلال [۱۳۷۰ خورشیدی]، همه جلسه‌ها به روسی برگزار می‌شد. منصبداران تاجیک نمی‌توانستند در یک جلسه رسمی به تاجیکی صحبت کنند. لازم بود هم نمی‌توانستند. ملکه نبود، عادت نبود، اما امروز به تاجیکی صحبت می‌کنند. بعضی‌ها بسیار شکسته، لیکن بعضی‌ها خیلی خوب صحبت می‌کنند. این موفقیت بسیار بزرگ، در همین ده پانزده سال آخر به دست آمده‌است و اگر چند سال جنگ داخلی نمی‌بود، خیلی بیشتر گسترش می‌یافت. لیکن الان هم این روند ادامه دارد، روند از خود شدن زبان مادری در سطح بلند دولتی.»
شکوری سالها از ورم غده‌ای رنج می‌برد. او در روز ۱۵ سپتامبر ۲۰۱۲ به بخش مراقبت‌های ویژه بیمارستان ابن سینای دوشنبه منتقل شد و پزشکان وضع سلامتی او را وخیم خواندند.. محمدجان شکوری در ساعت ۴ صبح روز یکشنبه ۱۶ سپتامبر در این بیمارستان درگذشت.